# Großmölsen
Großmölsen település Németországban, azon belül Türingiában. Lakosainak száma 227 fő (2023. december 31.). Großmölsen Udestedt, Ollendorf és Kleinmölsen községekkel határos.

## Népesség
A település népességének változása:
| Lakosok száma | 212  | 220  | 220  | 233  | 227  |
|               | 2017 | 2019 | 2021 | 2022 | 2023 |